# 1757年暫定内閣
1757年暫定内閣（英語: 1757 caretaker ministry）は、七年戦争中の1757年に短期間存在した、グレートブリテン王国の内閣。

## 歴史
1756年、グレートブリテン王ジョージ2世は不本意ながらも南部担当国務大臣の大ピットが主導する内閣を受け入れた。当時、内閣の名目上の首相は第4代デヴォンシャー公爵ウィリアム・キャヴェンディッシュである。
1757年4月6日、ピットがジョン・ビング提督の処刑に反対したことにより彼を嫌悪したジョージ2世はピットとその義弟で海軍大臣のテンプル伯爵を罷免した。しかし、その結果は戦争遂行するだけの力を持つ強力な内閣には「偉大な平民」（The Great Commoner）と呼ばれたピットの入閣が不可欠であることを明白に示しただけだった。
デヴォンシャー公は内閣に残ったが、この内閣は戦時中を生き残るには弱すぎた。ホレス・ウォルポールは彼の「ジョージ3世王の治世の回想録」でこの内閣を「骨抜きで弱っている出来損ないのシステム」とこき下ろした。
この暫定内閣の主な問題の1つとしては、庶民院院内総務と言える人物が1人もいなかったことであり、また庶民院の主要会派からも支持されなかった。このため、デヴォンシャー公はピットにその政敵である初代ニューカッスル公爵トマス・ペラム＝ホールズと和解させる必要を感じた。ニューカッスル公は議会で最も強いホイッグ党の会派を率いていたが、ピットは彼を入閣させないことで押し通した。
1757年5月、デヴォンシャー公とニューカッスル公との議論の後、ハードウィック伯爵を自分の使者として、新しい内閣の結成に関する交渉を命じた。戦争遂行に必要であり、かつ対抗馬になりうる人物がいなかったため、ピットは1757年6月29日に南部担当国務大臣および実質的な首相に再び任命され、7月には第2次ニューカッスル公爵内閣が成立した。デヴォンシャー公は第一大蔵卿を辞任して、より職務の軽い宮内長官になった。

## 閣僚
| 役職                                      | 肖像 | 名前                 | 在任                   |
| ----------------------------------------- | ---- | -------------------- | ---------------------- |
| 第一大蔵卿 貴族院院内総務                 |      | デヴォンシャー公爵   | 1756年 – 1757年        |
| 枢密院議長                                |      | グランヴィル伯爵     | 1751年 – 1763年        |
| 王璽尚書                                  |      | ゴア伯爵             | 1755年 – 1757年        |
| 海軍大臣                                  |      | ウィンチルシー伯爵   | 1757年                 |
| 北部担当国務大臣 南部担当国務大臣         |      | ホルダーネス伯爵     | 1754年 – 1761年 1757年 |
| 財務大臣 イングランド・ウェールズ首席判事 |      | マンスフィールド男爵 | 1757年                 |
| 庶民院院内総務                            |      | 空位                 | 1757年                 |
| 大法官                                    |      | 空位                 | 1757年                 |